# Pichetpong Chiradatesakunvong
Pichetpong Chiradatesakunvong (พิเชฐพงศ์ จิรเดชสกุลวงศ์; nascido em 16 de outubro de 2003), conhecido pelo apelido de Hong (ฮง) é um ator, cantor, dançarino e rapper tailandês. Ele é conhecido como membro da banda de T-pop LYKN, junto com Jakrapatr Kaewpanpong (William), Rapeepong Supatineekitdecha (Lego), Chayatorn Trairattanapradit (Tui) e Thanat Danjesda (Nut).

## Início da vida e educação
Hong nasceu em 16 de outubro de 2003 na Tailândia. Ele tem ascendência tailandesa-chinesa. Ele estudou no Programa Internacional de Bacharelado em Artes e Ciências em Inovação Integrada (BAScii) na Universidade de Chulalongkorn. Ele dança ativamente desde que estava na 8ª série do ensino fundamental e frequentemente participa de bailes cover. No entanto, ele só aprendeu a cantar quando quis participar do reality show de sobrevivência Project Alpha.

## Carreira
Em outubro de 2022, Hong foi confirmado como concorrente no reality show de sobrevivência da GMMTV Project Alpha. Em maio de 2023, ele estreou como membro do grupo LYKN após ficar em 4º lugar.
Em 2023, ele fez sua estreia como ator no curta-metragem do LYKN No Worries. Em dezembro de 2024, ele estreou na série BL ThamePo Heart That Skips a Beat.

## Filmografia

### Cinema
| Ano  | Título     | Personagem | Notas                  |
| ---- | ---------- | ---------- | ---------------------- |
| 2023 | No Worries |            | Curta-metragem do LYKN |

### Séries de televisão
| Ano  | Título                          | Personagem | Notas           | Canal |
| ---- | ------------------------------- | ---------- | --------------- | ----- |
| 2024 | ThamePo Heart That Skips a Beat | Dylan      | Papel principal | GMMTV |

### Programas de televisão
| Ano  | Título        | Personagem  | Notas                              |
| ---- | ------------- | ----------- | ---------------------------------- |
| 2023 | Project Alpha | Concorrente | Alpha; estreia como membro do LYKN |